# Ilona Csáková
Ilona Csáková (ur. 1 października 1970 w Chebie) – czeska piosenkarka i tekściarka. 

## Życiorys
Muzyką zajmuje się od dzieciństwa. W młodości układała własne piosenki, a jednym z jej pierwszych sukcesów było wygranie konkursu Mladá píseň v Litvínovie. Ukończyła średnią Szkołę Pedagogiczną w Moście. 
W 1987 roku dołączyła do zespołu Laura a její tygři, z którym była związana do 1992 roku. Nagrała z nim trzy albumy muzyczne. Jednocześnie, w 1993 wydała album solowy pt. "Kosmopolis". W roku 1994 zdobyła nagrodę Odkrycie Roku (za rok 1993) w czeskim plebiscycie Gramy, a dwa lata później nagrodę Middle Stream. Po odejściu z zespołu realizowała z muzykiem Martinem Kučajem projekt Rituál. Rozpoznawalność przyniósł jej duet Láska je láska z Lucią Bílą.
W 1997 roku uplasowała się na drugim miejscu w ankiecie Zlatý slavík (kategoria: piosenkarka roku).
Artystka na koncie ma złotą płytę za album Pink (1996), złotą i platynową płytę w Czechach oraz złotą, platynową i podwójną platynową płytę na Słowacji za album Modrý sen (1998) oraz złote płyty w Czechach i na Słowacji za płytę Blízká i vzdálená (1999). W 1998 roku została najlepiej sprzedającą się czeską piosenkarką.

## Dyskografia

### Z zespołem Laura a její tygři
- Žár trvá (1988)
- Nebudeme (1990)
- Síla v nás (1992)
- The best of Laura a její tygři (1994)
- Vyškrábu ti oči (2004)
- …Jsme tady! (Best of) (2005)

### Rituál
- Rituál (1992) (EP)

### Albumy solowe
- Kosmopolis (1993)
- Amsterdam (1995)
- Pink (1996)
- Modrý sen (1998)
- Blízká i vzdálená (1999)
- Tyrkys  (2000)
- Kruhy mé touhy (2002)
- 22x – Best of (2004)
- Ilona Csáková (2008)
- Noc kouzelná / to nejlepší – Best Of (2013)

### DVD
- 22x – Best of (2004)
- Karel Svoboda 65 (2004)
- Na Kloboučku – Best Sessions Part 2 (2007)